# 高清水山地
高清水山地（たかしょうずさんち）は、富山県砺波市と南砺市の間にまたがる山地。地元の別名で東山連峰とも言われる。

## 地理
庄川峡側の庄川流域と砺波平野側の小矢部川流域を分ける分水嶺で、高清水断層の隆起により、東西共に急傾斜をしており、1000m超の山が立ち並ぶ。
その山容から、砺波アルプスと呼ばれ、親しまれている。
湧水が豊富なのが山名の起源となった高清水山や高落場山（落場は水源の意味)や、水源が湧水の縄ヶ池があるなど、水資源の豊かな山地である。
高清水山地を水源とする川では月長石（ムーンストーン）が多く取れ、特に人喰谷のものが有名である。

## 自然
山地は水持ち林として加賀藩に伐採が禁止されてブナ原生林が残されている物が多い。
縄ヶ池周辺の湿地ではミズバショウの群生が見られる。
赤祖父山の麓では富山県でほぼ唯一のフクジュソウの群生地がある。

## 地形

### 主な山
- 前八乙女山(592m)
- 八乙女山 (756m)
- 大寺山 (927.8m)
- 扇山 (1033m)
- 赤祖父山 (1025.5m)
- 杉山 (1110.5m)
- 高清水山 (1145.5m)
- 草沼山 (1080.7m)
- 大滝山 (1040m)
- 高落場山 (1122m)
- 鍋床山 (1065.7m)

### 峠
- 栃原峠
- 杉尾峠

### 源流の川
- 池川
- 山田川
- 二ツ屋川

### 峡谷
- 人喰谷
- 庄川峡

### 湖沼
- 縄ヶ池